# Долан, Ксавье
Ксавье́ Дола́н-Та́дрос (фр. Xavier Dolan-Tadros; род. 20 марта 1989, Монреаль, Квебек, Канада) — канадский актёр, кинорежиссёр, сценарист, продюсер, монтажёр, художник по костюмам и клипмейкер.
Получил международную известность после своего режиссёрского дебюта в фильме «Я убил свою маму» (2009), премьера которого состоялась 18 мая 2009 года на 62-м Каннском кинофестивале. Трёхкратный лауреат премии «Сезар» в номинациях «Лучший фильм на иностранном языке» («Мамочка»), «Лучшая режиссура» («Это всего лишь конец света») и «Лучший монтаж» («Это всего лишь конец света»). Обладатель восьми наград Каннского кинофестиваля.

## Ранние годы
Ксавье Долан-Тадрос родился 20 марта 1989 года в Монреале, крупнейшем городе франкоязычной провинции Квебек, Канада. Его родители — отец Мануэль Тадрос, актёр египетского происхождения, и мать — Женевьев Долан, руководитель приёмной комиссии колледжа, расстались, когда ему было два года. В дальнейшем мальчика воспитывала мать.

## Карьера
В четырёхлетнем возрасте Ксавье по инициативе отца оказался на съёмочной площадке в качестве модели в рекламных роликах квебекской аптечной сети «Жан Кутю» (Jean Coutu). В пять лет он дебютировал на канадском телевидении, сыграв в телефильме Miséricorde (1994). Затем последовали несколько небольших ролей в фильмах и сериалах, а также работа по озвучиванию англоязычного кино (его голосом, в частности, в канадском прокате говорит Рон Уизли из «Гарри Поттера»).
Как заметил один из критиков журнала Cinema Scope, Ксавье «рос буквально на глазах канадских зрителей». В 2007 году в короткометражной ленте Этьена Дерозье «В зеркале лета» он сыграл подростка, который сталкивается с вопросом собственной сексуальности. Эта тема, имевшая для актёра личное измерение, впоследствии получила развитие в его самостоятельном режиссёрском творчестве.
Самым заметным появлением юного Долана на экране стала эпизодическая роль в хоррор-фильме Паскаля Ложье «Мученицы» (2008), пользовавшимся успехом в национальном прокате. В титрах фильмов с его ранними актёрскими работами, как правило, указана его двойная фамилия — Долан-Тадрос.
Неусидчивый характер и стремительное развитие карьеры не позволили Ксавье Долану вписаться в школьные рамки, и в шестнадцать лет он бросил учёбу, оставшись без аттестата о полном среднем образовании (BAC). В графе «Образование» своего резюме он указывает два пункта: семинар сценарного мастерства Роберта Макки и курс английского языка по методике «Берлиц». Период, последовавший за расставанием со школой, Долан определил для себя как «небытие»: к нему не поступало предложений новых ролей, его творческая энергия не находила выхода.
Этот «простой» он решил использовать с пользой для себя и выразил свою неудовлетворённость в наброске фильма, «в котором он мог бы исполнить главную роль, и который стал бы сенсацией в Каннах». Сценарий был готов, когда Долану исполнилось семнадцать; тогда же он решил, что должен самостоятельно его поставить. Задуманное удалось осуществить через два года, и в 2008 году начинающий кинорежиссёр приступил к съёмке дебютного фильма «Я убил свою маму».
Фильм «Я убил свою маму» сам Ксавье Долан описывает как автобиографический. В главных ролях вместе с Доланом в фильме снялись франко-канадская актриса Анн Дорваль (в роли матери героя Долана) и молодой талантливый франко-канадский актёр — звезда сериала «Борджиа» — Франсуа Арно (в роли любовника героя Долана). Фильм участвовал в программе «Двухнедельник режиссёров» Каннского кинофестиваля в 2009 году и завоевал три награды, а также был выдвинут Канадой на премию «Оскар», однако не попал в число финалистов.
В 2009 году Долан снимает фильм «Воображаемая любовь», который выиграл «Prix Regard Jeune» программы «Особый взгляд» Каннского кинофестиваля и награду Сиднейского кинофестиваля.
- «Скромное обаяние буржуазии» (1972)

Третий фильм Долана — «И всё же Лоранс», — о трансгендерных людях. Съёмки прошли летом 2011 года. Его премьера состоялась 18 мая 2012 года на Каннском кинофестивале.
В 2009 году Долан участвовал в дублировании на французский язык мультсериала «Южный Парк», в котором озвучил роль Стэна.
В мае 2012 года Долан объявил о намерении снять свой четвёртый фильм по пьесе канадского драматурга Мишеля Бушара «Том на ферме» (Tom à la Ferme). Производство картины «Том на ферме» было завершено в 2013 году, и она вошла в основную конкурсную программу 70-го Венецианского кинофестиваля.
В 2014 году на экраны вышла пятая полнометражная работа Ксавье Долана «Мамочка», тематически близкая его дебютной картине «Я убил свою маму». В центре фильма вновь оказались отношения матери-одиночки и её проблемного сына. Роль последнего исполнил канадский актёр Антуан-Оливье Пилон, а в образе матери вновь предстала Анн Дорваль.
Премьера «Мамочки» состоялась в основном конкурсе Каннского кинофестиваля, по итогам которого Долан был удостоен Приза жюри (причём эту награду он разделил с Годаром, отмеченным за 3D-ленту «Прощай, речь»). В феврале 2015 «Мамочка» получила высшую французскую кинопремию «Сезар» как лучший иностранный фильм.
В 2015 году Долан был отобран для участия в жюри основного конкурса Каннского кинофестиваля 2015 года. В том же году он снял клип на песню «Hello», для альбома британской певицы и автора песен Адели, «25». Видео побило рекорд музыкального сайта «Vevo», для большинства просмотров за 24 часа, более 27,7 миллиона просмотров. Клип также был с самым примечательным показом кадров, снятых в IMAX. Долан получил премию «Джуно», за режиссуру этого клипа.
Следующим фильмом Долана стала экранизация пьесы Жана-Люка Лагарса «Juste la fin du monde», под названием «Это всего лишь конец света». В фильме снялись Марион Котийяр, Гаспар Ульель, Венсан Кассель, Леа Сейду и Натали Бай. Съёмки начались в конце мая 2015 года. Фильм был официально отобран на Каннском кинофестивале 2016 года, в конкурсе за «Золотую пальмовую ветвь», хотя не попал в число номинантов.
Премьера фильма вызвала поляризованную реакцию аудитории и критиков, а в журнале Vanity Fair назвали его «самым разочаровывающим фильмом в Каннах». Критики из The Hollywood Reporter назвали этот фильм «холодным и глубоко неудовлетворительным», а в Variety ассоциировали его с «часто мучительным, драматическим опытом». Во время фестиваля Долан выступил против негативной критики в СМИ. Фильм также получил положительные отзывы от критиков, в том числе от журнала The Guardian, в котором его назвали «блестящим, стилизованным и галлюцинаторным вызовом семейной дисфункции».

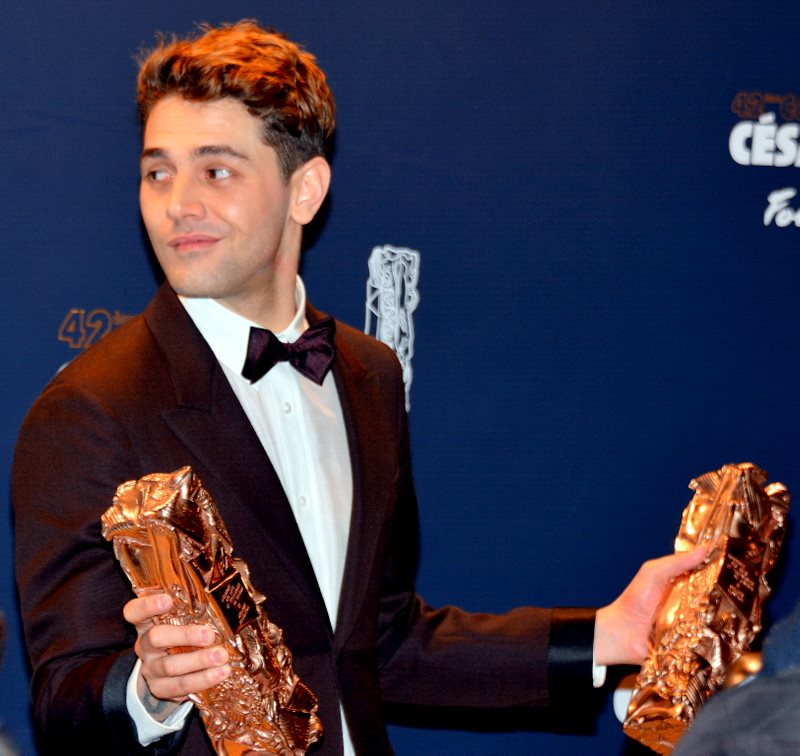
Ксавье Долан на 42-й церемонии вручения премии «Сезар», 24 февраля 2017 года.

Фильм получил «Гран-при» и «Приз экуменического жюри». За работу над этим фильмом Долан получил две премии «Сезар», за «Лучшую режиссуру» и «Лучший монтаж». А также Ксавье Долан получил три премии «Canadian Screen Awards», за «Лучший фильм», «Лучшую режиссуру» и «Лучший адаптированный сценарий».
10 сентября 2018 года на международном кинофестивале в Торонто состоялась премьера седьмого фильма Долана «Смерть и жизнь Джона Ф. Донована», который стал его англоязычным дебютом. В главных ролях снялись Кит Харингтон, Натали Портман, Джейкоб Трамбле, Кэти Бейтс, Сьюзан Сарандон и Тэнди Ньютон. В российский прокат «Смерть и жизнь Джона Ф. Донована» вышел 15 августа 2019 года.
После премьеры фильм получил от критиков преимущественно негативные отзывы. Критики из журнала IndieWire назвали фильм Долана «худшим в его карьере». Критики из журнала The Guardian, дали фильму одну из пяти звезд, посчитав его «сомнительным беспорядком». В журнале Now, кинокартину посчитали «посредственной в лучшем случае». В The Hollywood Reporter, назвали актёрский состав «впечатляющим», но фильм по их мнению стал «наполовину испорченной, громоздкой, чрезмерно длинной психодрамой». В более положительном отзыве от Screen International написали, что фильм «может посетить много незнакомой территории для Долана, в этой форме хорошо приветствовать его дома».
В январе 2018 года было объявлено, что Ксавье Долан займётся режиссурой и продюсированием фильма по собственному сценарию, в котором также исполнит ведущую роль совместно с Анн Дорваль. В августе 2018 года к актёрскому составу присоединились Пьер-Люк Фанк и Мишлин Бернард. 22 мая 2019 года на Каннском кинофестивале состоялся выход восьмого фильма Долана — «Матиас и Максим». Картина участвовала в основном конкурсе фестиваля, где была принята прохладно.
Ксавье Долан воплотит образ поэта Рауля Натана в адаптации романа Оноре де Бальзака «Утраченные иллюзии», выход которой состоялся в 2021 году. Кроме того, Ксавье исполнит главную роль и выступит сценаристом, постановщиком и продюсером в мини-сериале «Ночь, когда Логан проснулся», который основан на пьесе Мишеля Марка Бушаро «Ночь, когда проснулся Лорье Годро». В центре сюжета — брат и сестра, Джулс и Мими, и их лучший друг Логан. Они все время проводят вместе, пока их неразрывная дружба не рушится, когда Логан насилует Мими. Три десятилетия спустя Мими возвращается домой после смерти матери только для того, чтобы увидеть, как тайны и злость, похороненные глубоко в прошлом, всплывают на поверхность и вновь дают о себе знать. Главные роли в сериале исполнят актёры из театральной постановки пьесы. Съемки проекта запланированы на март 2021 года. Пятисерийный мини-сериал увидел свет в 2022 году.

## Стиль и влияние
Ксавье Долан утверждал, что на него не особо влияют какие-либо конкретные режиссёры, хотя в 2009 году Долан определил Михаэля Ханеке как одного из своих любимых режиссёров, за его точную работу с камерой и сильные сценарии, ссылаясь на «Забавные игры» (1997) и «Пианистку» (2001) как на своих фаворитов.
В 2014 году на Каннском кинофестивале, Долан сказал, что фильм «Пианино» (1993), Джейн Кэмпион, был для него главным вдохновением. Он также отметил, что фильм «Титаник» (1997) оказал раннее влияние на его решение войти в киноиндустрию. Ксавье Долан отдал дань уважения кинокартине «Мой личный штат Айдахо» (1991), которая повлияла на его дебютный фильм «Я убил свою маму» (2009), и добавил что он был под влиянием сцены падающих с неба лягушек в фильме «Магнолия» (1999), но сказал в 2013 году:

«Я пытаюсь сказать, что режиссёры на меня не влияют… Я читал в основном каждый отзыв о моих фильмах, потому что я сумасшедший, и я сосредоточен на том, что отрицательно, и я хочу знать, что люди думают и почему они думают так или иначе. Так много раз мне надоедали люди с вопросами об „отсылках к фильмам и влиянии“, которые никогда не были моими зрителями, которые проецировали свои мнения, ассоциации и предположения на меня… Но давайте начистоту, идеи путешествуют, и всё уже сделано, теперь всё дело в интерпретации вещей».Оригинальный текст (англ.)What I'm trying to say is that I'm not that influenced by directors.... I've read basically every review of my films because I'm crazy and I focus on what's negative and I want to know what people think—and why they think it. So many times I've been bullied into references and influences that were never mine by viewers that would project their opinions and associations and assumptions on me.... But let's get real: ideas travel and everything's been done, it's all a matter of interpreting things again now.
Ксавье Долан — один из самых молодых режиссёров мира, прозванный «кино-вундеркиндом», обретший собственный стиль и набор любимых тем. Он ярко и остро снимает о невозможной любви, трудностях отношений внутри семьи и поиске себя. Фильмы Долана в первую очередь опираются на чувства, их хрупкость и человеческие взаимоотношения. Канадский гений исследует человеческую натуру, её сущность и природу. Именно сентиментальность и чувствительность являются главными инструментами в кинокартинах Ксавье Долана.
Российский журналист и кинокритик Антон Долин о Ксавье Долане и его фильмах: «Это кино невозможно просто смотреть — его нужно ощущать. При всей декларативной легкомысленности Долан призывает к неравнодушию, и это главная его тема».

## Личная жизнь
Долан — открытый гей. Он описал фильм «Я убил свою маму» как полу-автобиографичный.

## Фильмография

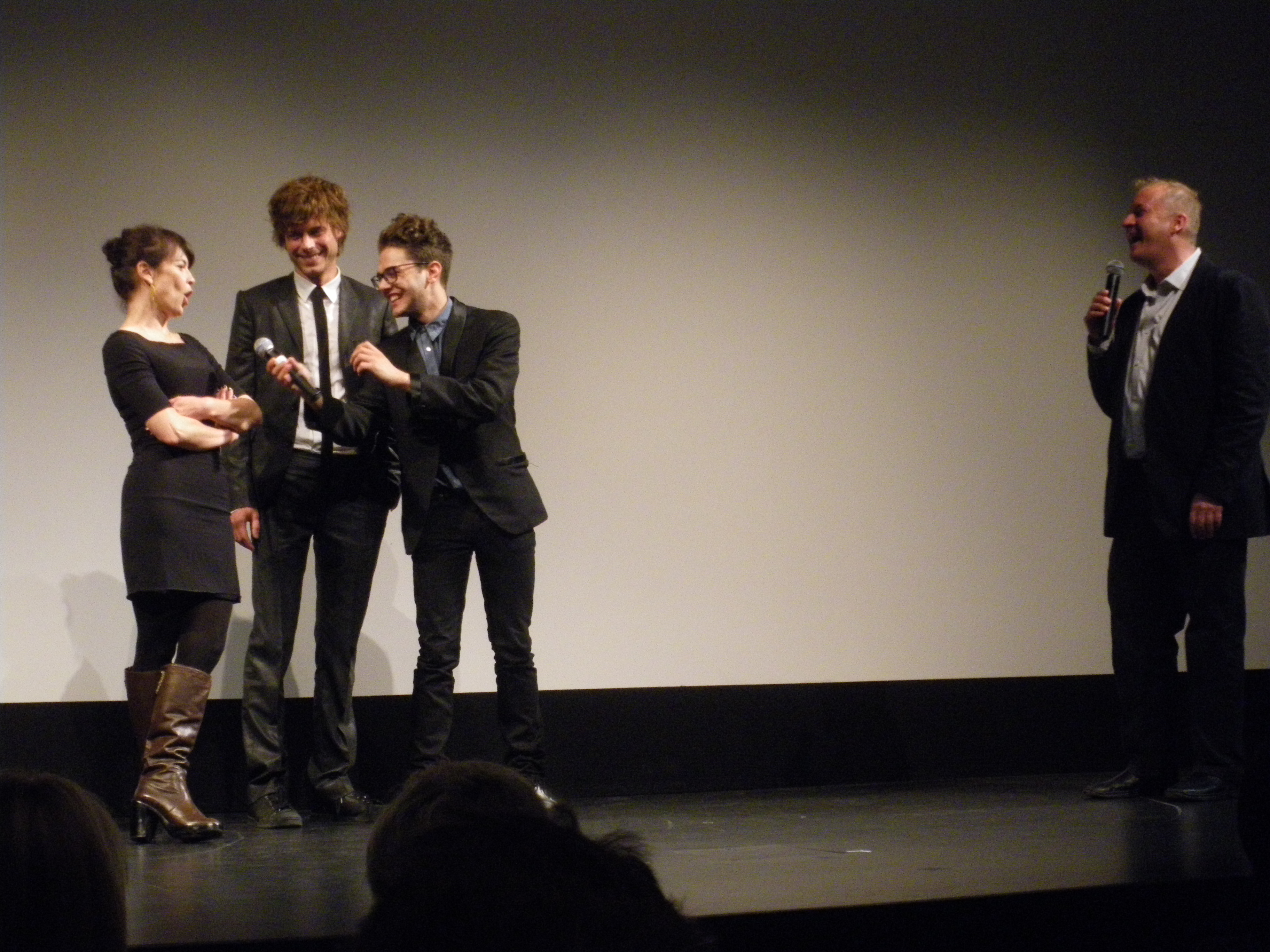
Анн Дорваль, Ксавье Долан и Франсуа Арно на кинофестивале в Торонто в 2009 году

### Режиссёр, сценарист, продюсер
- 2009 — «Я убил свою маму» / J’ai tué ma mère
- 2010 — «Воображаемая любовь» / Les amours imaginaires
- 2012 — «И всё же Лоранс» / Laurence Anyways
- 2013 — «Том на ферме» / Tom à la ferme
- 2014 — «Мамочка» / Mommy
- 2016 — «Это всего лишь конец света» / Juste la fin du monde
- 2018 — «Смерть и жизнь Джона Ф. Донована» / The Death and Life of John F. Donovan
- 2019 — «Маттиас и Максим» / Mathias & Maxime
- 2022 — «Ночь, когда Логан проснулся» / The Night Logan Woke Up

### Актёр
- 1994 — «Мизерикорд» / Miséricorde (ТВ) — сын
- 1996 — «Омерта» / Omerta, la loi du silence (телесериал, 1 эпизод) — Николя Фавара
- 1997 — «Орёл или решка» / J’en suis! — Эдуар
- 1999 — Le marchand de sable (короткометражный)
- 2001 — «Тайная крепость» / La forteresse suspendue — Майкл
- 2001 — «Золото» / L’or (телесериал) — Жереми Салливан
- 2007 — «В зеркале лета» / Miroirs d’été (короткометражный) — Жюльен
- 2008 — «Мученицы» / Martyrs — Антуан
- 2009 — «Сьюзи» / Suzie — панк
- 2009 — «Я убил свою маму» / J’ai tué ma mère — Юбер Минель
- 2010 — «Воображаемая любовь» / Les amours imaginaires — Франсис
- 2010 — «Хорошие соседи» / Good Neighbours — Жан-Марк
- 2010 — «Дневники Липсетта» / Les journaux de Lipsett (короткометражный) — рассказчик (голос)
- 2012 — «И всё же Лоранс» / Laurence Anyways — гость на вечеринке (камео)
- 2013 — «Том на ферме» / Tom à la ferme — Том
- 2014 — «Чудо» / Miraculum — Этьен
- 2014 — «Песнь слона» / Elephant Song — Майкл Алин
- 2018 — «Стёртая личность» / Boy Erased — Джон
- 2018 — «Ничего хорошего в отеле „Эль Рояль“» / Bad Times at the El Royale — Бадди Сандэй
- 2019 — «Оно: Часть 2» / It: Chapter Two  — Эдриан Мэллон
- 2019 — «Маттиас и Максим» / Mathias & Maxime — Макс
- 2021 — «Утраченные иллюзии» / Lost Illusions
- 2022 — «Ночь, когда Логан проснулся» / The Night Logan Woke Up

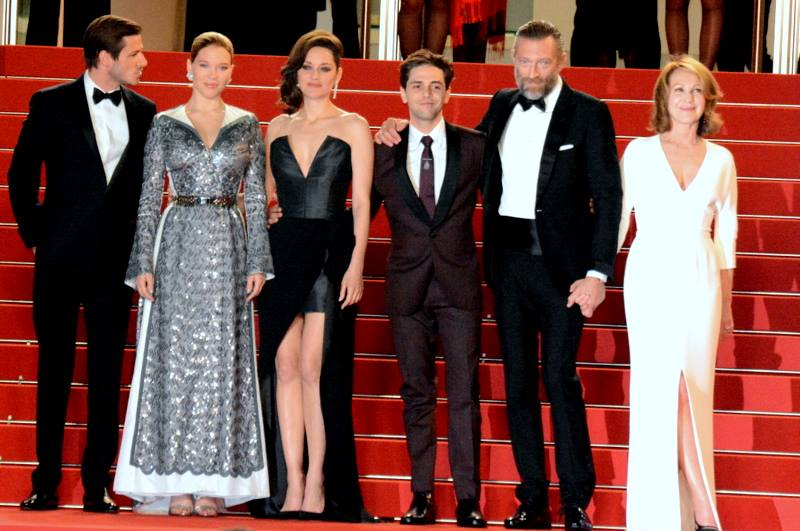
Гаспар Ульель, Леа Сейду, Марион Котийяр, Ксавье Долан, Венсан Кассель и Натали Бай на премьере фильма «Это всего лишь конец света», 19 мая 2016 года.

### Художник по костюмам
- 2009 — «Я убил свою маму» / J’ai tué ma mère
- 2010 — «Воображаемая любовь» / Les amours imaginaires
- 2012 — «И всё же Лоранс» / Laurence Anyways
- 2013 — «Том на ферме» / Tom à la ferme
- 2014 — «Мамочка» / Mommy
- 2018 — «Смерть и жизнь Джона Ф. Донована» / The Death and Life of John F. Donovan
- 2019 — «Маттиас и Максим» / Mathias & Maxime

### Монтажёр
- 2010 — «Воображаемая любовь» / Les amours imaginaires
- 2012 — «И всё же Лоранс» / Laurence Anyways
- 2013 — «Необычный человек» / Quelqu’un d’extraordinaire (короткометражный)
- 2013 — «Том на ферме» / Tom à la ferme
- 2014 — «Мамочка» / Mommy
- 2015 — «Hello» (Адель)
- 2016 — «Это всего лишь конец света» / Juste la fin du monde
- 2018 — «Смерть и жизнь Джона Ф. Донована» / The Death and Life of John F. Donovan
- 2019 — «Маттиас и Максим» / Mathias & Maxime

### Музыкальные клипы
- 2013 — «College Boy» (Indochine)
- 2015 — «Hello» (Адель)
- 2021 — «Easy On Me» (Адель)[51]

## Награды и номинации
Ниже представлен список наград и номинаций канадского кинорежиссёра Ксавье Долана. Он был награждён как лучший режиссёр, сценарист, актёр, продюсер и художник по костюмам в своих фильмах. Долан является обладателем восьми наград Каннского кинофестиваля, девяти премий «Canadian Screen Awards», трёх премий «Сезар» и др. Полный список наград и номинаций на сайте IMDb.com.
Канадский комитет по отбору заявок на премию «Оскар» за «Лучший фильм на иностранном языке», выбрал фильм Долана «Я убил свою маму», для номинации на 82-й церемонии вручения премии «Оскар», фильм «Мамочка», для 87-й церемонии вручения премии «Оскар» и «Это всего лишь конец света», для 89-й церемонии вручения премии «Оскар», но ни один из них не был номинирован.

### Каннский кинофестиваль
| Год  | Категория                | Работа                     | Результат |
| ---- | ------------------------ | -------------------------- | --------- |
| 2009 | C.I.C.A.E. Award         | Я убил свою маму           | Победа    |
| 2009 | SACD Prize               | Я убил свою маму           | Победа    |
| 2009 | Regards Jeunes Prize     | Я убил свою маму           | Победа    |
| 2010 | Regards Jeunes Prize     | Воображаемая любовь        | Победа    |
| 2010 | Un Certain Regard Award  | Воображаемая любовь        | Номинация |
| 2012 | Queer Palm               | И всё же Лоранс            | Победа    |
| 2012 | Особый взгляд            | И всё же Лоранс            | Номинация |
| 2014 | Приз жюри                | Мамочка                    | Победа    |
| 2016 | Гран-при                 | Это всего лишь конец света | Победа    |
| 2016 | Приз экуменического жюри | Это всего лишь конец света | Победа    |

### Сезар
| Год  | Категория                | Работа                     | Результат |
| ---- | ------------------------ | -------------------------- | --------- |
| 2010 | Лучший иностранный фильм | Я убил свою маму           | Номинация |
| 2011 | Лучший иностранный фильм | Воображаемая любовь        | Номинация |
| 2013 | Лучший иностранный фильм | И всё же Лоранс            | Номинация |
| 2015 | Лучший иностранный фильм | Мамочка                    | Победа    |
| 2017 | Лучшая режиссура         | Это всего лишь конец света | Победа    |
| 2017 | Лучший монтаж            | Это всего лишь конец света | Победа    |
| 2017 | Лучший иностранный фильм | Это всего лишь конец света | Номинация |

### Canadian Screen Awards
Премия «Джини» ранее была высшей канадской кинопремией, но в 2012 году она вместе с премией «Джемини» была объединена в одну — «Canadian Screen Awards».
| Год  | Категория                      | Работа                     | Результат |
| ---- | ------------------------------ | -------------------------- | --------- |
| 2010 | Claude Jutra Awards            | Я убил свою маму           | Победа    |
| 2013 | Лучшая режиссура               | И всё же Лоранс            | Номинация |
| 2013 | Лучший оригинальный сценарий   | И всё же Лоранс            | Номинация |
| 2013 | Лучший дизайн костюмов         | И всё же Лоранс            | Победа    |
| 2014 | Лучшая режиссура               | Том на ферме               | Номинация |
| 2014 | Лучший фильм                   | Том на ферме               | Номинация |
| 2014 | Лучший адаптированный сценарий | Том на ферме               | Номинация |
| 2015 | Лучшая режиссура               | Мамочка                    | Победа    |
| 2015 | Лучший фильм                   | Мамочка                    | Победа    |
| 2015 | Лучший дизайн костюмов         | Мамочка                    | Номинация |
| 2015 | Лучший монтаж                  | Мамочка                    | Победа    |
| 2015 | Лучший оригинальный сценарий   | Мамочка                    | Победа    |
| 2017 | Лучшая режиссура               | Это всего лишь конец света | Победа    |
| 2017 | Лучший фильм                   | Это всего лишь конец света | Победа    |
| 2017 | Лучший адаптированный сценарий | Это всего лишь конец света | Победа    |

### Prix Iris
Кинопремия Квебека ранее была известна как «Jutra Awards», название «Prix Iris» было объявлено в октябре 2016 года.
| Год  | Категория                                 | Работа                     | Результат |
| ---- | ----------------------------------------- | -------------------------- | --------- |
| 2010 | Лучший фильм                              | Я убил свою маму           | Победа    |
| 2010 | Лучший режиссёр                           | Я убил свою маму           | Номинация |
| 2010 | Лучший сценарий                           | Я убил свою маму           | Победа    |
| 2010 | Лучший актёр                              | Я убил свою маму           | Номинация |
| 2010 | Самый успешный фильм за пределами Квебека | Я убил свою маму           | Победа    |
| 2013 | Лучший режиссёр                           | И всё же Лоранс            | Номинация |
| 2013 | Лучший сценарий                           | И всё же Лоранс            | Номинация |
| 2013 | Лучший международный фильм                | И всё же Лоранс            | Номинация |
| 2014 | Самый успешный фильм за пределами Квебека | Том на ферме               | Номинация |
| 2015 | Лучший фильм                              | Том на ферме               | Номинация |
| 2015 | Лучший режиссёр                           | Том на ферме               | Номинация |
| 2015 | Лучший сценарий                           | Том на ферме               | Номинация |
| 2015 | Лучший фильм                              | Мамочка                    | Победа    |
| 2015 | Лучший режиссёр                           | Мамочка                    | Победа    |
| 2015 | Лучший сценарий                           | Мамочка                    | Победа    |
| 2015 | Лучший дизайн костюма                     | Мамочка                    | Номинация |
| 2015 | Лучший монтаж                             | Мамочка                    | Победа    |
| 2017 | Лучший фильм                              | Это всего лишь конец света | Победа    |
| 2017 | Лучший режиссёр                           | Это всего лишь конец света | Победа    |
| 2017 | Лучший кастинг                            | Это всего лишь конец света | Победа    |
| 2017 | Public Prix                               | Это всего лишь конец света | Номинация |
| 2017 | Самый Успешный Фильм За Пределами Квебека | Это всего лишь конец света | Победа    |

### Другие награды
| Год       | Работа                     | Награда                                  | Категория                             | Результат |
| --------- | -------------------------- | ---------------------------------------- | ------------------------------------- | --------- |
| 2009—2010 | Я убил свою маму           | Международный кинофестиваль в Ванкувере  | Лучший канадский фильм                | Победа    |
| 2009—2010 | Я убил свою маму           | Люмьер                                   | Лучший фильм на французском языке     | Победа    |
| 2009—2010 | Я убил свою маму           | Международный кинофестиваль в Рейкьявике | Golden Puffin                         | Победа    |
| 2009—2010 | Я убил свою маму           | Ассоциация кинокритиков Торонто          | Stella Artois Jay Scott Prize         | Победа    |
| 2009—2010 | Я убил свою маму           | Ванкуверский кружок кинокритиков         | Лучший канадский фильм                | Победа    |
| 2009—2010 | Я убил свою маму           | Ванкуверский кружок кинокритиков         | Лучший режиссёр канадского фильма     | Победа    |
| 2009—2010 | Я убил свою маму           | Ванкуверский кружок кинокритиков         | Лучший актёр канадского фильма        | Победа    |
| 2010      | Воображаемая любовь        | Сиднейский Кинофестиваль                 | Film Prize                            | Победа    |
| 2012—2013 | И всё же Лоранс            | Люмьер                                   | Лучший фильм на французском языке     | Номинация |
| 2012—2013 | И всё же Лоранс            | Международный кинофестиваль в Торонто    | Лучший канадский полнометражный фильм | Победа    |
| 2012—2013 | И всё же Лоранс            | Золотой жук                              | Лучший зарубежный фильм               | Номинация |
| 2014      | Том на ферме               | Венецианский кинофестиваль               | Премия ФИПРЕССИ                       | Победа    |
| 2014—2015 | Мамочка                    | Dorian Awards                            | Wilde Artist of the Year              | Номинация |
| 2014—2015 | Мамочка                    | Люмьер                                   | Лучший фильм на французском языке     | Номинация |
| 2014—2015 | Мамочка                    | Tallinn Black Nights Film Festival       | Best North American Independent Film  | Победа    |
| 2014—2015 | Мамочка                    | Ассоциация Кинокритиков Торонто          | Лучший канадский фильм                | Номинация |
| 2016      | «Hello» (Адель)            | Джуно                                    | Лучшее музыкальное видео              | Победа    |
| 2016      | «Hello» (Адель)            | MTV Video Music Awards                   | Лучший режиссёр                       | Номинация |
| 2016      | «Hello» (Адель)            | MTV Video Music Awards                   | Лучший монтаж                         | Номинация |
| 2016—2017 | Это всего лишь конец света | Filmfest Hamburg                         | Art Cinema Awards                     | Победа    |
| 2016—2017 | Это всего лишь конец света | Globes de Cristal Awards                 | Лучший фильм                          | Номинация |
| 2016—2017 | Это всего лишь конец света | Люмьер                                   | Лучший фильм на французском языке     | Номинация |